# Autostrada M8 (Wielka Brytania)
Autostrada M8 jest najbardziej ruchliwą autostradą w Szkocji. Łączy dwa największe szkockie miasta Edynburg i Glasgow a także inne miasta jak Livingston czy Paisley. Długość autostrady wynosi 97 km.

## Trasy europejskie
Przebieg autostrady M8 stanowi fragment tras europejskich E05 (łączącej Greenock z Gibraltarem) oraz E16.
| Trasa europejska | Odcinek                  |
| ---------------- | ------------------------ |
| E5               | węzeł nr 8 – węzeł nr 31 |
| E16              | węzeł nr 2 – węzeł nr 8  |